# Sall Sogn
 Sall sogn  er et sogn i Favrskov Provsti (Århus Stift). I sognet ligger Sall Kirke. 

## Historie
Sall Sogn hørte til Houlbjerg Herred, som hørte til Åbosyssel i Middelalderen og senere til Dronningborg Amt indtil 1794.
Thorsø Sogn var anneks til Sall Sogn indtil 1673, hvor Thorsø Sogn blev anneks til Vejerslev Sogn og Sall Sogn blev anneks til Hammel Sogn i Gjern Herred. I 1812 blev Sall Sogn anneks til Haurum Sogn, der til gengæld afgav Søby Sogn til Hammel Sogn.
Haurum Sogn hørte også til Houlbjerg Herred i Viborg Amt. Haurum-Sall sognekommune blev ved kommunalreformen i 1970 indlemmet i Hammel Kommune, som ved strukturreformen i 2007 indgik i Favrskov Kommune.

## Geografi
Terrænet består mest af muldjord og er noget kuperet, mest i den sydlige del af sognet, hvor der også er noget skov. I dette område udspringer Granslev Å og Møllebæk, der løber i hver sin retning og tilsammen danner sognets grænse mod syd. Møllebæk løber gennem Søbygård Sø til Gjern Å. Derigennem løber den ligesom Granslev Å ud i Gudenåen. Mod nord danner Thorsø Bæk grænse til Thorsø Sogn.
Højeste punkt med 86 meter over havets overflade findes 1,5 km stik øst for Sall Kirke. Laveste punkt med 34 meter findes ved bredden af Søbygård Sø.

## Stednavne
I sognet findes følgende autoriserede stednavne:
- Aptrup (bebyggelse, ejerlav)
- Aptrup Mark (bebyggelse)
- Frijsendal Mark (bebyggelse)
- Sall (bebyggelse, ejerlav)
- Sall Hede (bebyggelse)
- Tulstrup (bebyggelse)

## Folketal
Sognet har ca. 514 indbyggere. 1769: 257, 1801: 327, 1850: 403, 1901: 706.